# Lựa chọn tối ưu
Lựa chọn tối ưu của người tiêu dùng là kết hợp hàng tiêu dùng thông thường ứng với tiếp điểm giữa đường bàng quan và đường chế ước ngân sách.
Trong trường hợp đặc biệt, lựa chọn tối ưu có thể không phải đáp án nói trên (gọi là đáp án thông thường hay đáp án bên trong) mà là một đáp án góc.